# Guillaume Melckmans
Guillaume Melckmans (Ukkel, 15 augustus 1871 - Anderlecht, 14 november 1932) was een Belgisch volksvertegenwoordiger.

## Levensloop
Melckmans was beroepshalve fabrieksarbeider. Hij werd secretaris van het Syndicat des Industries Diverses (1899) binnen de socialistische vakbond. Hij was ook beheerder van de coöperatie van het Volkshuis in Brussel.
In 1903 werd hij verkozen tot gemeenteraadslid van Anderlecht (1903-1932) en werd er secretaris van de socialistische fractie (1904), schepen van Burgerlijke Stand (1911), van Financies (1912) en van Onderwijs. Hij was medeoprichter van de wooncoöperatie 'Le Foyer Anderlechtois' (1907).
In november 1919 werd hij verkozen tot socialistisch volksvertegenwoordiger voor het arrondissement Brussel, een mandaat dat hij vervulde tot aan zijn dood.

## Publicatie
- L'Œuvre socialiste pendant la guerre de 1914-1918 dans une grande commune industrielle, Brussel, 1919.